# 2249 Yamamoto
A 2249 Yamamoto (ideiglenes jelöléssel 1942 GA) a Naprendszer kisbolygóövében található aszteroida. Karl Wilhelm Reinmuth fedezte fel 1942. április 6-án.